# العلاقات البيلاروسية النيبالية
العلاقات البيلاروسية النيبالية هي العلاقات الثنائية التي تجمع بين روسيا البيضاء ونيبال.

## مقارنة بين البلدين
هذه مقارنة عامة ومرجعية للدولتين:
| وجه المقارنة                                              | روسيا البيضاء                    | نيبال                               |
| --------------------------------------------------------- | -------------------------------- | ----------------------------------- |
| المساحة (كم2)                                             | 207.60 ألف                       | 147.18 ألف                          |
| عدد السكان (نسمة)                                         | 9.50 مليون                       | 29.40 مليون                         |
| الكثافة السكانية (ن./كم²)                                 | 45.76                            | 199.76                              |
| العاصمة                                                   | مينسك                            | كاتماندو                            |
| اللغة الرسمية                                             | اللغة البيلاروسية، اللغة الروسية | اللغة النيبالية                     |
| العملة                                                    | روبل بلاروسي                     | روبية نيبالية                       |
| الناتج المحلي الإجمالي (بليون دولار)                      | 54.44 مليار                      | 24.47 مليار                         |
| الناتج المحلي الإجمالي (تعادل القوة الشرائية) بليون دولار | 168.35 مليار                     | 70.20 مليار                         |
| الناتج المحلي الإجمالي الاسمي للفرد دولار أمريكي          | 5.74 ألف                         | 743                                 |
| الناتج المحلي الإجمالي للفرد دولار أمريكي                 | 18.18 ألف                        | 2.37 ألف                            |
| مؤشر التنمية البشرية                                      | 0.798                            | 0.548                               |
| رمز المكالمات الدولي                                      | +375                             | +977                                |
| رمز الإنترنت                                              | .by، .бел                        | .np                                 |
| المنطقة الزمنية                                           | ت ع م+03:00                      | ت ع م+05:45، التوقيت الموحد لنيبال ‏ |

## منظمات دولية مشتركة
يشترك البلدان في عضوية مجموعة من المنظمات الدولية، منها:
| علم المنظمة | اسم المنظمة                               | تاريخ انضمام روسيا البيضاء | تاريخ انضمام نيبال |
| ----------- | ----------------------------------------- | -------------------------- | ------------------ |
|             | الاتحاد البريدي العالمي                   | ?                          | ?                  |
|             | منظمة حظر الأسلحة الكيميائية              | ?                          | ?                  |
|             | الأمم المتحدة                             | 24 أكتوبر 1945             | 14 ديسمبر 1955     |
|             | وكالة ضمان الاستثمار متعدد الأطراف        | 3 ديسمبر 1992              | 9 فبراير 1994      |
|             | منظمة الشرطة الجنائية الدولية             | ?                          | ?                  |
|             | مؤسسة التمويل الدولية                     | 2 نوفمبر 1992              | 7 يناير 1966       |
|             | البنك الدولي للإنشاء والتعمير             | 10 يوليو 1992              | 6 سبتمبر 1961      |
|             | المركز الدولي لتسوية المنازعات الاستشارية | 9 أغسطس 1992               | 6 فبراير 1969      |
|             | يونسكو                                    | 12 مايو 1954               | 1 مايو 1953        |

## وصلات خارجية
- موقع وزارة الخارجية البيلاروسية
- موقع وزارة الخارجية النيبالية